# David Higgins
David Higgins (1 december 1972) is een professioneel golfer uit Ierland.
David is de zoon van Liam Higgins, speler op de Europese Senior Tour.

## Amateur
Toen David 21 jaar was, was hij de beste amateur van Ierland. Hij had Pádraig Harrington verslagen in de finale van het Matchplay Kampioenschap van Zuid-Ierland en het Nationaal Matchplay Kampioenschap. Daarna besloot hij professional te worden.

### Gewonnen
- 1989: Irish Boys Championship
- 1994: Irish Amateur Closed Championship, South of Ireland Amateur Open

## Professional
Higgings werd in 1993 professional en had toen handicap +3.

In 2007 en 2009 heeft hij meegedaan aan het Brits Open maar beide keren de cut gemist.

### Gewonnen

#### Challenge Tour
- 2000: NCC Open (-10), Günther Hamburg Classics, Rolex Trophy

#### Elders
- 1995: PGA Kampioenschap (Ulster)
- 2012: PGA Kampioenschap (Ierland)